# Dešná u Zlína
Dešná (deutsch Deschna) ist eine Gemeinde in Tschechien. Sie liegt sechs Kilometer nördlich von Vizovice und gehört zum Okres Zlín.

## Geographie

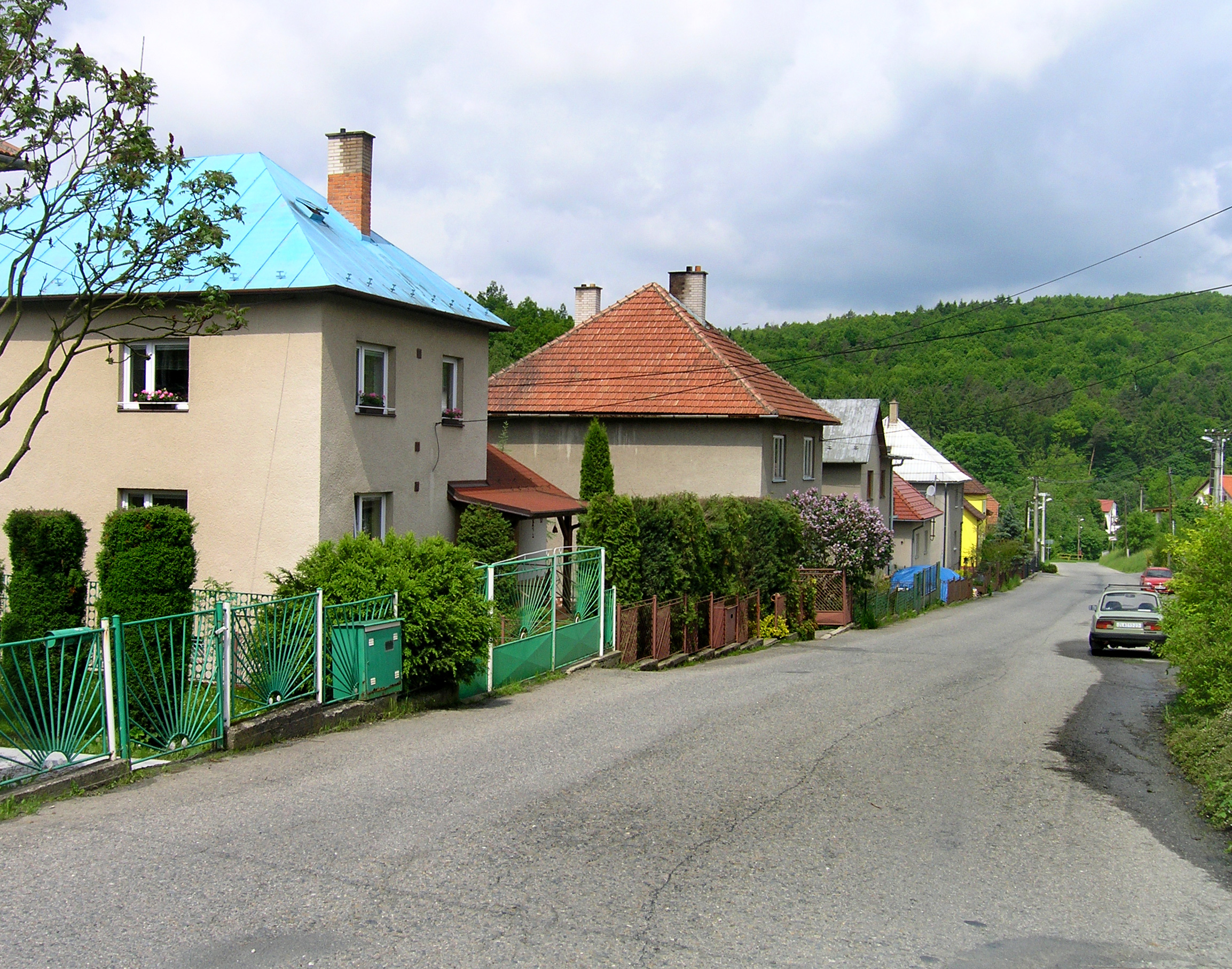
Straße nach Slušovice

Dešná befindet sich am Übergang zwischen dem Wisowitzer Bergland und den Hosteiner Bergen in einem linken Seitental der Všeminka. Nördlich erhebt sich der Miluchov (506 m), im Nordosten die Sobolice (516 m), der Syrákov (561 m) und Na Strážích (595 m), östlich die Vrchy (486 m), im Süden der Chrasť (438 m) und die Břízka (409 m) sowie nordwestlich der Nad Bařinami (534 m). Gegen Westen liegt die Talsperre Slušovice und südöstlich des Ortes die ehemalige Automobilteststrecke Dešná.
Nachbarorte sind Trnava, Na Vrše und U Chlévů im Norden, Všemina und V Jámách im Nordosten, Trávníky, Závrší, Jasenná und Oškerovy Paseky im Osten, U Matyjáků, Výpusta, Lutonina und Chrastěšov im Südosten, Chrastěšovské Paseky, Vizovice, Těchlov, Menšíky und Raková im Süden, Neubuz, Březová und Nové Dvory im Südwesten, Hrobice im Westen sowie Kašava im Nordwesten.

## Geschichte
Die erste schriftliche Erwähnung von Deczna erfolgte 1373 in der Olmützer Landtafel, als die Brüder Ondřej, Vojtěch und Vlk von Šarov das Dorf zusammen mit Slušovice, Neubuz und Všemina an Jeschek von Sternberg auf Lukov verkauften. Im Jahre 1407 wurde das Dorf als Destzne und 1446 als Dessna bezeichnet. Ab 1512 wechselten sich mehrere Besitzer ab, darunter die Herren von Kunstadt und später die Nekesch von Landek. Aus dem Jahre 1548 ist der Ortsname Desscznu überliefert. Ab 1607 gehörte die Herrschaft Lukrezia von Witschkow, geborene Nekesch von Landek, und ab 1610 deren zweitem Ehemann Albrecht von Waldstein. Dieser trat Lukov 1625 an den Kaiser ab, der die Herrschaft an Stephan Schmidt von Freihofen übergab. Von ihm erwarben 1628 die Minkwitz von Minkwitzburg die inzwischen stark verschuldete Herrschaft. 1671 wurde das Dorf Dessna genannt. 1710 kauften die Herren von Rottal Lukov mit allem Zubehör. Johann von Rottal veräußerte die Güter 1724 an Johann Friedrich Graf von Seilern-Aspang, dessen Nachkommen den Besitz bis 1945 hielten. Die Grundbücher werden seit 1790 geführt. Ab 1846 war der Ortsname Dešna gebräuchlich. Bis zur Mitte des 19. Jahrhunderts blieb das Dorf immer nach Lukov untertänig.
Nach der Aufhebung der Patrimonialherrschaften bildete Dešna ab 1850 eine Gemeinde in der Bezirkshauptmannschaft Uherský Brod. Ab 1855 gehörte die Gemeinde zum Bezirk Vizovice und ab 1868 zum Bezirk Holešov. Ab 1872 wurde das Dorf als Dešná bezeichnet. 1935 wurde Dešná dem Bezirk Zlín zugeordnet. Der Bau der Straße nach Chrastěšov erfolgte 1940. Ab 1949 gehörte Dešná zum Okres Gottwaldov-okolí und ab 1960 wieder zum Okres Gottwaldov, der nach der politischen Wende von 1989 seit 1990 wieder den Namen Okres Zlín trägt. Zwischen 1976 und 1991 war Dešná nach Slušovice eingemeindet.
Im Jahre 1985 entstand mit maßgeblicher Unterstützung von Audi an der Straße nach Chrastěšov die Rallye-Teststrecke Dešná, auf der u. a. Walter Röhrl, Armin Schwarz und Walter Mayer ihre Fahrzeuge testeten. 1993 fanden an der Kuppe zwischen Dešná und Chrastěšov letztmals Tests zur Barum-Rallye statt. Danach ging die Rennstrecke an einen Privatbesitzer über, der dem Motorsport wenig zugetan ist.
Die Gemeinde führt ein Wappen und Banner; es zeigt einen Sagittarius, das Wappen der Nekesch von Landek.

## Ortsgliederung

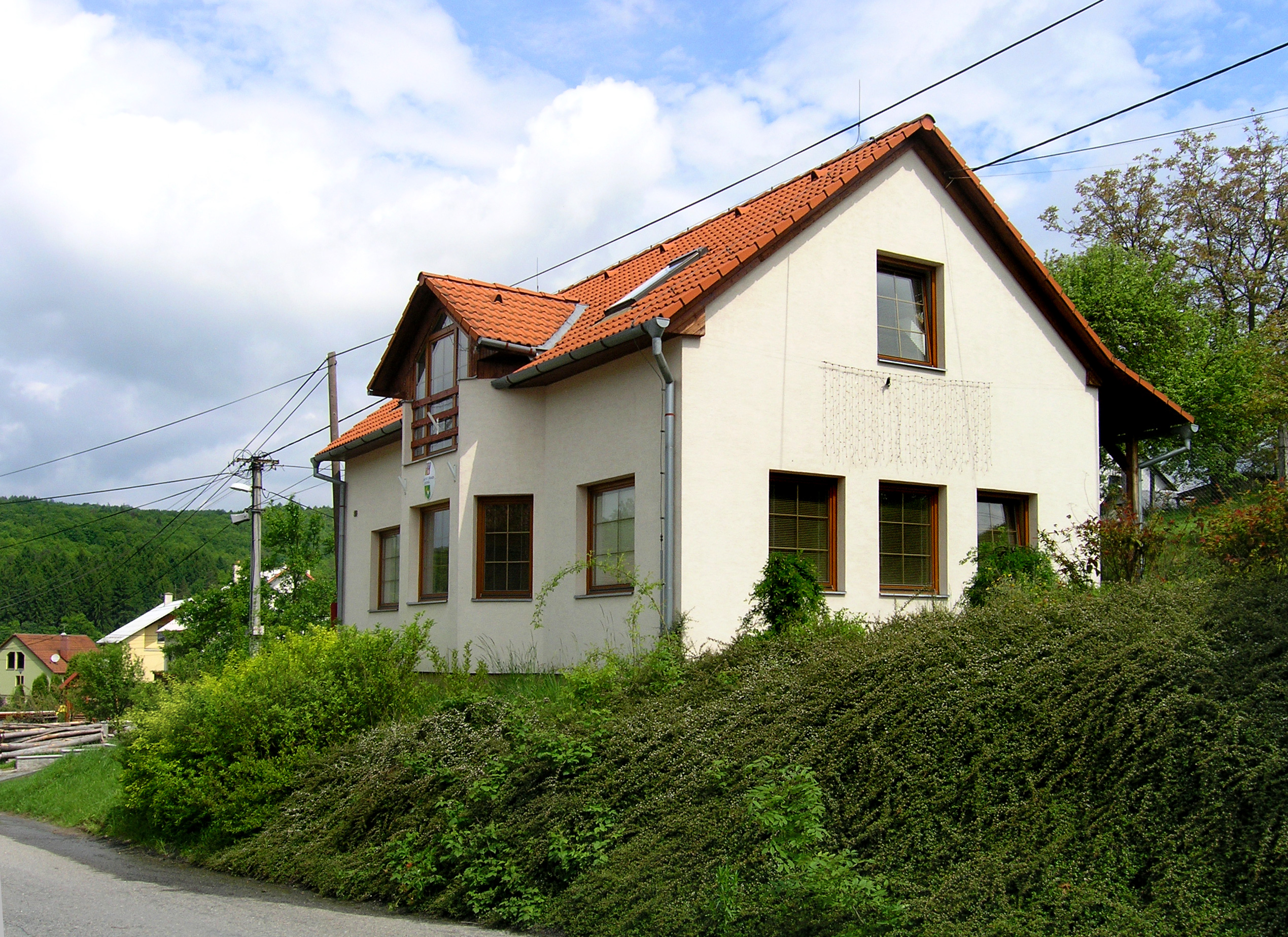
Gemeindeamt

Für die Gemeinde Dešná sind keine Ortsteile ausgewiesen.

## Sehenswürdigkeiten

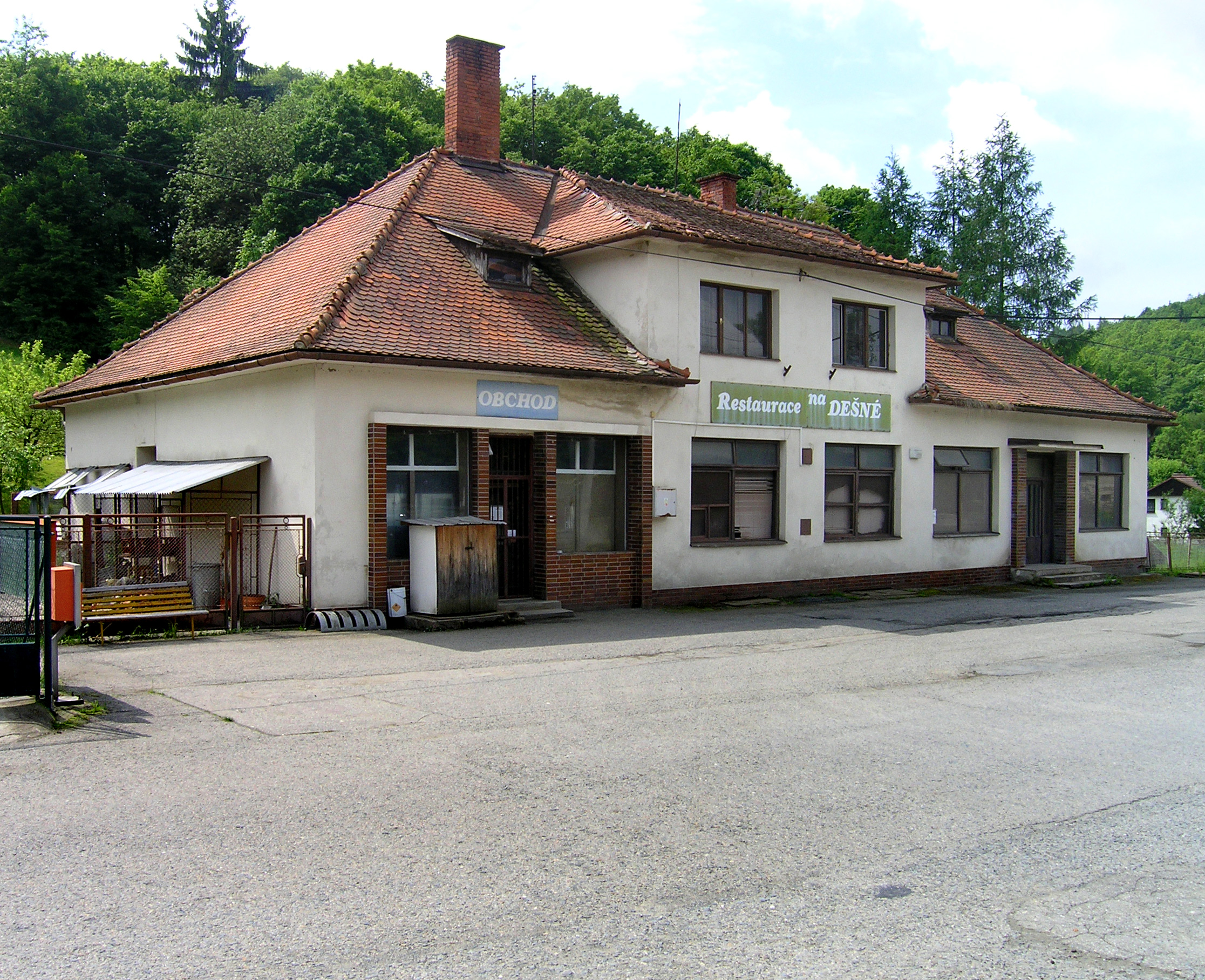
Ehemaliges Gasthaus

- Gezimmerte walachische Häuser und Chaluppen
- Ehemalige Rallye-Teststrecke
- Trinkwassertalsperre Slušovice